# Tales of Innocence
 (juillet 2009).
Si vous disposez d'ouvrages ou d'articles de référence ou si vous connaissez des sites web de qualité traitant du thème abordé ici, merci de compléter l'article en donnant les références utiles à sa vérifiabilité et en les liant à la section « Notes et références ».
Tales of Innocence (テイルズオブイノセンス, Teiruzu obu Inosensu) est un jeu vidéo paru sur Nintendo DS le 6 décembre 2007 au Japon. Il s'agit du neuvième jeu principal de la série Tales of. Aujourd'hui, le jeu est sorti uniquement dans l'archipel nippon et une sortie mondiale ne semble toujours pas prévue par Namco Bandai. La chanson d'introduction du jeu se nomme Follow the Nightingale et celle de fin se nomme Say Goodbye and Good Day, toutes deux interprétées par KOKIA, et figureront sur son album The Voice. Le jeu est entièrement réalisé en 3D.
Il sera porté en 2012 sur PlayStation Vita

## Système de jeu
Le système de jeu se nomme Dimension Stride Linear Motion Battle System (DS-LMBS), et est un compromis entre le système de Tales of the Abyss et celui du portage de Tales of Destiny sur PlayStation 2. Les attaquants peuvent se déplacer librement dans la surface de combat et effectuer des attaques dites "semi-aériennes". Le joueur peut contrôler alternativement l'un de ses personnages, tandis que les autres sont gérés par l'IA.Il est possible de définir les paramètres de l'IA de chaque personnage dans le menu Stratégie, ainsi que leur formation au début du combat. Il existe également des styles de combat, qui s'apparentent fortement à des classes.
En montant de niveau dans un style, un personnage apprendra des techniques, les "Artes", et des aptitudes. Les techniques ne sont pour la plupart utilisables qu'en combat, excepté certaines comme les sorts de soins. Les aptitudes sont des bonus qui peuvent être équipés. Il y a deux emplacements d'aptitudes de base disponibles, auxquels viendront s'ajouter trois autres au fur et à mesure que vous monterez de niveau.

## Accueil
Famitsu, célèbre magazine japonais, a accordé la note de 35/40 (9/9/9/8) soit 17,5/20. Le jeu fut globalement bien accueilli par les fans de la série, qui avaient en grande partie été déçus par le précédent opus sur Nintendo DS, Tales of the Tempest.
GameKyo a attribué la note de 7/10 au jeu.

## Manga
Une adaptation en manga a été publiée par Shueisha en novembre 2007 au Japon. En janvier 2009, le douzième chapitre est sorti.